# Ostreococcus
Ostreococcus (лат.) — род одноклеточных коккоидных зелёных водорослей, входящих в состав класса Mamiellophyceae. Входят в состав пикопланктона, который играет ключевую роль в океаническом круговороте углерода. К этому роду относятся мельчайшие свободноживущие эукариоты, достигающие размеров всего лишь в 0,8 мкм.

## История изучения
Первый известный вид рода, Ostreococcus tauri, был описан в 1994 году при исследовании пикопланктона из озера То при помощи проточной цитометрии. Одноклеточные фотосинтетические организмы удобно исследовать с помощью проточной цитометрии благодаря аутофлуоресценции хлорофилла и других флуорофоров, используемых для поглощения солнечного света. Новоописанный вид был отнесён к классу Prasinophyceae на основании состава хлорофиллов и каротиноидов, а также ультраструктуры клеток. Впоследствии положение вида было подтверждено с помощью анализа 18S рРНК. Молекулярно-филогенетические данные, полученные при исследовании 18S рРНК, позволили выделить новый класс — Mamiellophyceae, в который были включены виды Ostreococcus в составе семейства Bathycoccaceae. Mamiellophyceae — одна из наиболее экологически успешных групп эукариот, входящих в состав морского и, возможно, пресноводного фотосинтезирующего пикопланктона. Метагеномный анализ и метабаркодирование позволили обнаружить Ostreococcus в различных частях мирового океана.

## Описание
Род Ostreococcus содержит мельчайших из известных свободноживущих эукариот, так как размер большинства клеток не превышает 0,8 мкм. Ультраструктура клеток отличается простотой: это коккоидные клетки, лишённые клеточной стенки и содержащие один хлоропласт, одну митохондрию, один аппарат Гольджи, а также ядро. Геномы Ostreococcus очень маленькие. Известны геномные последовательности для трёх видов рода: O. tauri RCC422 (размер 13 мегабаз (Мб), геном был секвенирован в 2006 году и данные были обновлены в 2014 году), O. lucimarinus CCMP2514 и штамма RCC809. GC-состав у этих водорослей выше, чем у высших растений, однако две необычные хромосомы отличаются низким GC-составом и несут много транспозонов и генов прокариотического происхождения. Известны вирусы, поражающие представителей рода Ostreococcus, однако некоторые линии развивают к ним резистентность. Резистентность может быть обусловлена почти половиной генов необычной хромосомы 19, которая, как показывает сравнение кариотипов, претерпела физические перестройки. В 2012 году с использованием базы данных KEGG были реконструированы карты метаболических путей для этих двух видов рода.

## Экология
Виды Ostreococcus распространены по всему земному шару в фотической зоне океанов, где они фиксируют углекислоту и выделяют кислород, являясь, таким образом, продуцентами.

## Классификация
По данным базы данных AlgaeBase, на январь 2017 года в род включают 2 рода:
- Ostreococcus mediterraneus B.Marin & N.H.Grimsley[14]
- Ostreococcus tauri C.Courties & M.-J.Chrétiennot-Dinet

По другим источникам выделяют ещё один вид — Ostreococcus lucimarinus, а также как минимум один штамм, не принадлежащий ни к одному из перечисленных ранее видов, — Ostreococcus sp. RCC809.